# Pontus Enhörning
Pontus Valdemar Enhörning, född 6 juli 1958 i Stockholm, är en svensk komiker och tidigare programledare i radio och TV.
Han studerade ett år på Handelshögskolan i Stockholm samt läste 40 poäng filmvetenskap vid Stockholms universitet.[källa behövs] År 1990 började Enhörning arbeta som ståuppkomiker.
Hans far Magnus Enhörning var musikchef på Sveriges Radio. Han började sända radio på Sveriges Radio P3 1980 tillsammans med Peter Dalle. Smultron och tång, September, Eldorado Max, Putte Punsch lyckoshow, Radioman Serping nattshow, Klang & Co, Tvål, Önska, P4 Extra och Deluxe är några av de radioprogram som Enhörning sänt. 1990 var han programledare för TV-programmet TV-tittarna.
Han slutade på Sveriges Radio 2011.